# Bursa Română de Mărfuri
Bursa Română de Mărfuri (acronim BRM) este o instituție de interes public și un operator de piață autorizat, care asigură cadrul organizat pentru tranzacționarea de produse energetice, mărfuri și servicii, în condiții de transparență, concurență și egalitate de șanse pentru toți participanții. Înființată în anul 1992, BRM funcționează ca o bursă mixtă, care combină operațiunile cu mărfuri fizice, servicii și instrumente financiare, având un rol în dezvoltarea comerțului și a piețelor concurențiale în România.
BRM are un rol esențial în piețelor de energie și sprijinirea sectorului privat prin instrumente transparente de contractare. Activitatea sa este reglementată de autoritățile competente, în conformitate cu legislația românească și europeană.
Prin dezvoltarea unor platforme electronice specializate, BRM facilitează tranzacții zilnice, licitații publice și comerț organizat pe mai multe piețe:
- Piața engros de energie electrică – include segmentele PZU, PI, PMC și Forward.
- Piața engros de gaze naturale – include segmentele Gas Spot, Forward, CCP, Echilibrare și Futures.
- Piața de disponibil (retail) – reunește ringuri pentru produse energetice, agricole, petroliere și altele.
- Piața licitațiilor – facilitează tranzacții de bunuri, servicii, închirierea de spații, valorificarea deșeurilor.
- Piața de capital – oferă servicii financiare prin SSIF și platforma BRM-OTF.[2]

## Istoric
Bursa Română de Mărfuri este organizată după modelul marilor burse internaționale, beneficiind de un sistem ierarhic care sprijină luarea deciziilor și activitatea operațională.
Deschiderea oficială a BRM a avut loc pe 20 noiembrie 1992, iar prima ședință de tranzacționare s-a desfășurat pe 10 decembrie 1992. Primele produse tranzacționate au fost aluminiu, cacao pudră, cafea verde Brazilia, piei bovine și hârtie.
În 2005, odată cu Legea nr. 357 privind bursele de mărfuri, a fost lansată piața la disponibil. În iunie 2006 au fost introduse ringuri pentru energie, produse petroliere și agricole. Între 2006–2007 au fost organizate 575 de proceduri, cu o valoare de aproximativ 135 milioane USD.

### Repere importante

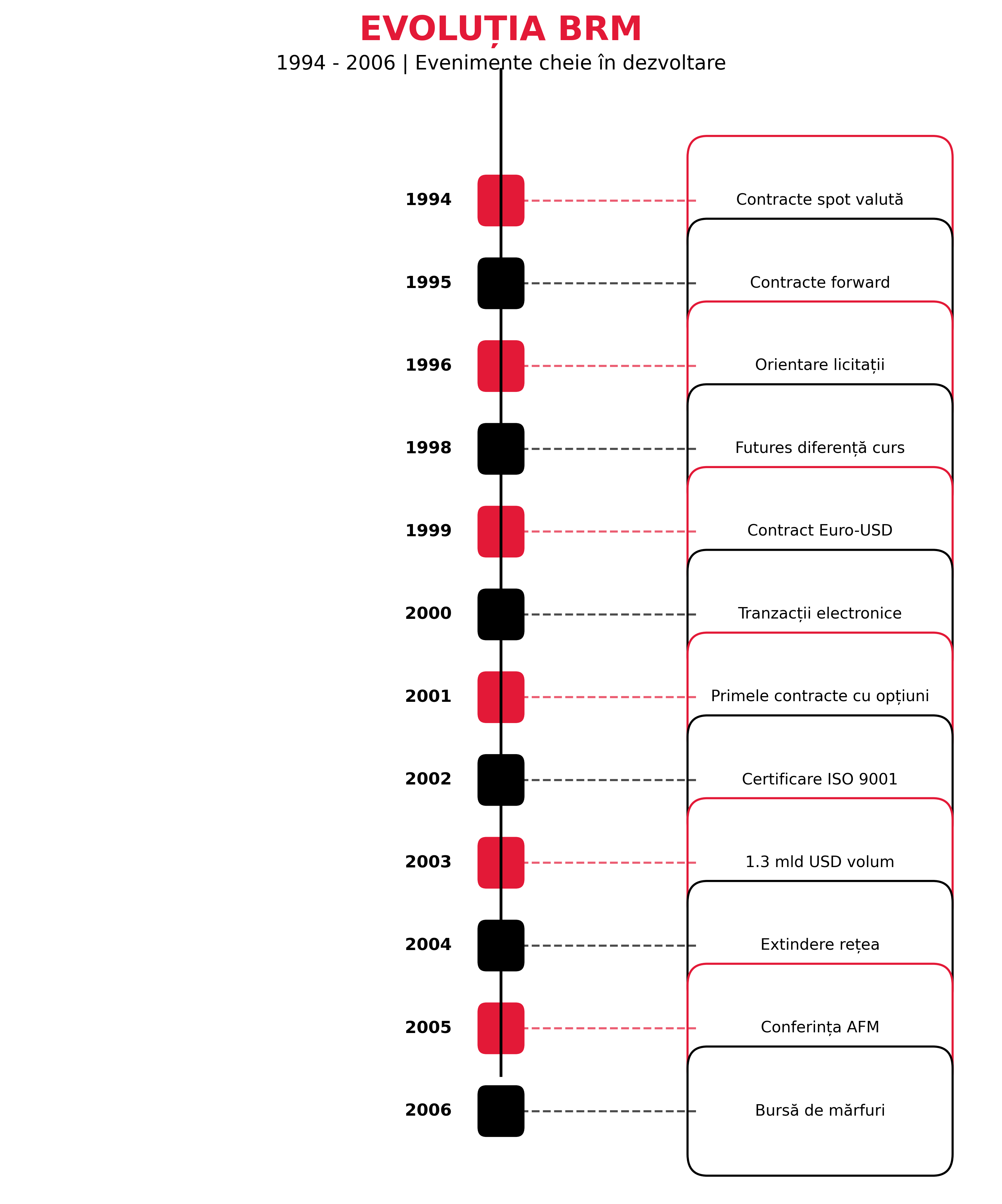
Diagramă

- 1994 – Lansarea contractelor spot în valută
- 1995 – Contracte forward în lei și valută
- 1996 – Reorientarea către piața licitațiilor
- 1998 – Contracte futures pe diferența de curs
- 1999 – Contracte EUR-USD
- 2000 – Tranzacționare electronică pentru futures
- 2001 – Lansarea primelor contracte cu opțiuni
- 2002 – Certificare ISO 9001
- 2003 – Tranzacții de 1,3 miliarde USD
- 2004 – Începutul extinderii rețelei teritoriale
- 2005 – Organizarea celei de-a opta ediții a Conferinței anuale a Association of Futures Markets
- 2006 – Avizarea BRM conform Legii nr. 357[4]

La 22 mai 2024, BRM a fost integrată în sistemul european SIDC(European Single Intraday Coupling), devenind al doilea NEMO (operator de piață nominalizat) din România, alături de OPCOM.

## Piețele BRM

### Piața engros de gaze naturale
Include segmentele Day-Ahead, Intraday, Forward, CCP, Echilibrare și Futures. Tranzacțiile se adresează furnizorilor, traderilor și consumatorilor angro, acoperind livrări pe termen scurt și lung.
Această piață este destinată companiilor care cumpără și vând gaze naturale în cantități mari. Tranzacțiile se fac fie pentru livrare imediată (în ziua următoare sau chiar în aceeași zi), fie pentru livrări viitoare, pe baza unor contracte cu termen mai lung.
Tipuri de tranzacții disponibile
- Ziua următoare (Day-Ahead): Se cumpără sau vând gaze pentru livrare a doua zi.
- Intrazilnic (Intraday): Se fac tranzacții pentru livrare în aceeași zi.
- Termene medii și lungi (Forward): Se încheie contracte pentru livrări în săptămânile sau lunile următoare.
- Piața de echilibrare: Ajută operatorii să corecteze diferențele dintre cât au estimat și cât consumă efectiv.

### Piața engros de energie electrică
Include segmentele PZU (Ziua Următoare), PI (Intrazilnică), PMC și Forward. Permite stabilirea prețurilor zilnice, ajustări în ziua livrării și contracte pe termen lung.
Tipuri de tranzacții disponibile
- Piața pentru ziua următoare (PZU): Se stabilește prețul energiei pentru a doua zi, în funcție de cerere și ofertă.[5]
- Piața intrazilnică (PI): Se pot ajusta cantitățile tranzacționate în aceeași zi, în funcție de nevoi.[6]
- Contracte pe termen lung (Forward): Se stabilesc livrări viitoare de energie la un preț convenit.
- Piața pentru clienți mari (PMC): Oferă companiilor mari posibilitatea de a achiziționa energie la prețuri negociate.

### Piața de disponibil (retail)
Piața de Disponibil, cunoscută și sub denumirea de piață retail, este componenta Bursei Române de Mărfuri destinată acelor firme și instituții care doresc să achiziționeze produse sau servicii într-un cadru organizat și transparent
. Această platformă operează prin ringuri specializate care acoperă o gamă largă de produse, de la gaze naturale și energie electrică, până la produse petroliere precum motorină și benzină, materiale de construcții, legume, fructe, cereale, dar și instrumente precum certificatele de emisii CO₂. Astfel, participanții pot achiziționa direct, prin BRM, bunuri esențiale într-un regim de competitivitate și transparență, beneficiind totodată de suportul procedural oferit de bursă.

### Piața licitațiilor
Piața licitațiilor organizată de Bursa Română de Mărfuri (BRM) este o platformă specializată prin care se pot cumpăra sau vinde bunuri, produse, servicii, se pot închiria spații sau valorifica deșeuri, într-un mod competitiv, transparent și eficient. Această piață este deschisă atât sectorului privat, cât și instituțiilor publice, precum și persoanelor fizice.
Deschisă entităților publice și private pentru vânzarea sau achiziția de bunuri, spații și servicii. Procedurile pot fi fizice sau electronice.
Principalele avantaje ale pieței licitațiilor sunt:
- Accesul la un număr mare de participanți, ceea ce stimulează competiția;
- Asigurarea unui proces transparent, supravegheat de BRM;
- Posibilitatea de negociere electronică;
- Reducerea termenelor de finalizare a achizițiilor sau vânzărilor;
- Servicii de consultanță pentru organizarea procedurilor de achiziții și vânzări.

Această componentă este deosebit de importantă pentru instituțiile publice, care își pot organiza procedurile de achiziții în conformitate cu reglementările în vigoare, beneficiind de un cadru competitiv și supravegheat.

### Piața de capital
Pe lângă rolul său de operator al piețelor de mărfuri, Bursa Română de Mărfuri funcționează și în calitate de societate de servicii de investiții financiare (SSIF), în conformitate cu legislația pieței de capital din România. În această calitate, BRM este autorizată să desfășoare o gamă largă de activități specifice pieței financiare, care includ primirea și transmiterea ordinelor de tranzacționare, executarea ordinelor în numele clienților și tranzacționarea pe cont propriu. De asemenea, BRM oferă servicii de administrare a portofoliilor de investiții, consultanță financiară, precum și intermedierea plasamentelor de instrumente financiare, contribuind astfel la dezvoltarea unui mediu investițional profesionist și reglementat.
În plus, BRM administrează o platformă numită BRM-OTF (sistem alternativ de tranzacționare), unde se tranzacționează certificate de emisii de gaze cu efect de seră. Aceste certificate sunt parte din mecanismul european de reducere a poluării și pot fi cumpărate sau vândute de companiile care trebuie să respecte limitele de emisii stabilite la nivelul Uniunii Europene.
Această componentă a BRM contribuie la integrarea pieței românești în mecanismele financiare și climatice europene, oferind în același timp investitorilor instrumente moderne de gestionare a riscului.

### Intraday Auctions (IDAs)
Intraday Auctions (IDAs) reprezintă un mecanism de piață utilizat în cadrul Single Intraday Coupling (SIDC) pentru alocarea capacității transfrontaliere în piața intrazilnică de energie electrică. Aceste licitații implicite vin să completeze metoda de tranzacționare continuă deja existentă, oferind o soluție suplimentară care optimizează utilizarea rețelei și transmite semnale de preț mai eficiente.
Implementarea IDAs este reglementată de Regulamentul CACM (UE 2015/1222) privind alocarea capacității și gestionarea congestiei, precum și de Decizia ACER 01/2019, care stabilește metodologia unică de preț pentru capacitatea transfrontalieră intrazilnică. Aceste reglementări urmăresc armonizarea proceselor de piață și asigurarea unei concurențe eficiente în cadrul pieței interne de energie a Uniunii Europene.
Funcționarea IDAs se bazează pe organizarea unor licitații implicite în care ordinele de cumpărare și vânzare sunt colectate, agregate și potrivite, iar capacitatea transfrontalieră este alocată simultan pentru diferite zone de ofertare. Sistemul include trei sesiuni zilnice: IDA1, cu termen limită de ofertare la ora 15:00 CET pentru livrarea în intervalul 00:00–24:00 din ziua următoare; IDA2, cu termen limită la ora 22:00 CET pentru aceeași perioadă de livrare; și IDA3, cu termen limită la ora 10:00 CET pentru livrarea în intervalul 12:00–24:00 din aceeași zi.
În România, Bursa Română de Mărfuri (BRM) a semnat un acord cu Nord Pool AS pentru implementarea IDAs în zona de ofertare românească, precum și pe granițele cu Bulgaria (RO-BG) și Ungaria (RO-HU). Proiectul este planificat pentru lansare în luna august 2025, în funcție de disponibilitatea celorlalte părți europene implicate. BRM va asigura comunicarea cu părțile interesate locale, inclusiv operatorii de sistem (TSO), autoritățile de reglementare și membrii pieței, va furniza suport operațional și va adapta sistemele IT pentru integrarea cu platformele SIDC.
Pe 5 august 2025, BRM a fost integrată oficial în cadrul SIDC pentru Intraday Auctions, în cadrul celui de-al doilea val de lansare operațională a IDA în Europa. Această integrare marchează un pas important în extinderea pieței europene de energie electrică. Primul val de lansare a avut loc pe 13 iunie 2024, când toți operatorii de piață (NEMOs) și operatorii de sistem de transport (TSOs) au introdus prețuirea capacității transfrontaliere intrazilnice prin cele trei licitații: IDA1, IDA2 și IDA3.
Integrarea BRM în SIDC contribuie la extinderea acoperirii geografice și funcționale a mecanismului, crește lichiditatea și competitivitatea pieței și consolidează obiectivele pieței unice europene, promovând eficiența, echitatea și funcționarea nediscriminatorie. În perioada inițială de operare, performanța și stabilitatea sistemului vor fi monitorizate atent, iar valurile viitoare vor extinde atât acoperirea geografică, cât și gama de produse disponibile.
SIDC este un mecanism de piață intrazilnică definit de Regulamentul CACM, bazat pe tranzacționare continuă, licitații implicite (IDAs) și un sistem IT comun care include un registru partajat de ordine (Shared Order Book), un modul de gestionare a capacității (Capacity Management Module) și un modul de livrare (Shipping Module). Acest sistem permite potrivirea ordinelor între zone de ofertare, în funcție de capacitatea disponibilă, și susține atât alocarea explicită, acolo unde este aprobată de autoritățile naționale, cât și tranzacționarea implicită.
În ansamblu, IDAs permit o alocare mai eficientă a capacității transfrontaliere și contribuie la creșterea transparenței și concurenței în piața intrazilnică. Ele optimizează bunăstarea socială, reflectată în surplusul producătorilor și consumatorilor, și facilitează convergența prețurilor între zonele de ofertare, consolidând astfel funcționarea integrată a pieței europene de energie.

## Extindere internațională

### Republica Moldova
În anul 2021, Bursa Română de Mărfuri a înființat în Republica Moldova societatea „Bursa Română de Mărfuri (Romanian Commodities Exchange) Est” S.R.L., cunoscută anterior sub denumirea „BRM East Energy”. Noua entitate are ca unic acționar BRM și funcționează ca extensie regională a operatorului român, având ca obiectiv principal facilitarea tranzacționării centralizate de gaze naturale în Republica Moldova.
La data de 14 martie 2022, Agenția Națională pentru Reglementare în Energetică (ANRE) din Republica Moldova a aprobat funcționarea acestei entități ca operator al platformei de tranzacționare a gazelor naturale, în urma unei cereri depuse de compania Moldovatransgaz S.R.L. Această recunoaștere oficială a permis BRM Est să devină singura bursă care activează legal pe piața moldovenească a gazelor naturale.
Un obiectiv strategic major al BRM Est este valorificarea accesului Republicii Moldova la piața energetică europeană prin intermediul României, prin oferirea unor alternative eficiente pentru aprovizionarea cu gaze naturale și reducerea dependenței de surse unice. În acest context, BRM Est joacă un rol esențial în diversificarea pieței de gaze din Republica Moldova și în sprijinirea consumatorilor și companiilor locale în procesul de integrare pe piața regională.

### Bulgaria
Bursa Română de Mărfuri și-a extins activitatea strategic în Bulgaria prin achiziția Platformei Bulgare de Tranzacționare a Energiei AD (BETP AD), consolidându-și astfel poziția de operator regional în domeniul tranzacționării gazelor naturale.
În decembrie 2024, BRM a anunțat încheierea unui acord pentru achiziția BETP AD, platformă bulgară cu licență pentru piața de gaze, considerată un actor important în sectorul bulgar de tranzacționare a gazelor naturale.Tranzacția a fost salutară ca o mișcare strategică pentru securitatea energetică regională, deoarece urmărește: creșterea competitivității și transparenței pieței de gaze din Bulgaria, extinderea oportunităților de tranzacționare pentru companii din ambele țări, diversificarea surselor energetice și reducerea dependenței de Rusia.
Operațiunea integrează experienta BRM în domeniul clearing-ului și managementului riscului atât pentru piața română, cât și pentru cea bulgară.

## Contrapartea Centrală (CCP)

### Implementarea CCP la BRM
Bursa Română de Mărfuri (BRM) a implementat sistemul de Contraparte Centrală (CCP) în anul 2020 pe piața angro de gaze naturale, iar începând cu 2024 acest mecanism a fost extins și pe piața angro de energie electrică. Prin acest sistem, BRM acționează ca intermediar contractual între participanții la piață, devenind cumpărător față de fiecare vânzător și vânzător față de fiecare cumpărător. Tranzacțiile se desfășoară în regim anonim și standardizat, fără ca părțile să se cunoască reciproc, ceea ce aduce un grad ridicat de transparență și eficiență în funcționarea piețelor centralizate.
BRM, în calitate de Contraparte Centrală, se interpune financiar între vânzători și cumpărători pe Piața Intrazilnică de energie electrică, asigurând astfel decontarea eficientă a tranzacțiilor. Aceasta monitorizează situația financiară a participanților și poate solicita informații relevante pentru a garanta soliditatea acestora. Rolul său este esențial pentru stabilitatea pieței, facilitând tranzacțiile și protejând participanții prin gestionarea riscurilor financiare.
Tranzacționarea prin Energie CCP aplică același mecanism de marje utilizat de BRM pe piața Gas Forward în regim de contraparte centrală, un model deja validat operațional și dovedit în practică. De asemenea, participanții au posibilitatea de a reloca garanțiile între piețele administrate de BRM – inclusiv între piețele din România și Bulgaria – prin intermediul modulului centralizat de gestionare al garanțiilor.

### Avantajele sistemului CCP
Mecanismul CCP oferă multiple avantaje pentru participanții la piață și pentru stabilitatea sistemului în ansamblu. În primul rând, CCP elimină riscul de contrapartidă, protejând participanții împotriva neexecutării obligațiilor de plată sau livrare. În cazul în care una dintre părți nu își respectă obligațiile, CCP-ul intervine și asigură finalizarea tranzacției. De asemenea, sistemul permite compensarea pozițiilor nete (netting), ceea ce reduce expunerea și optimizează utilizarea garanțiilor și a capitalului.
Un alt beneficiu major este creșterea accesibilității pieței pentru actori mai mici sau noi intranți, care nu ar avea, în mod obișnuit, acces facil la tranzacții bilaterale în regim OTC (over-the-counter), unde condițiile comerciale sunt negociate direct și pot favoriza participanții mari sau partenerii tradiționali. În plus, tranzacționarea anonimă și standardizată previne formarea unor grupuri restrânse de eligibilitate și reduce riscul practicilor anticoncurențiale sau al manipulării pieței, elemente semnalate în repetate rânduri de Consiliul Concurenței în contextul contractelor bilaterale.

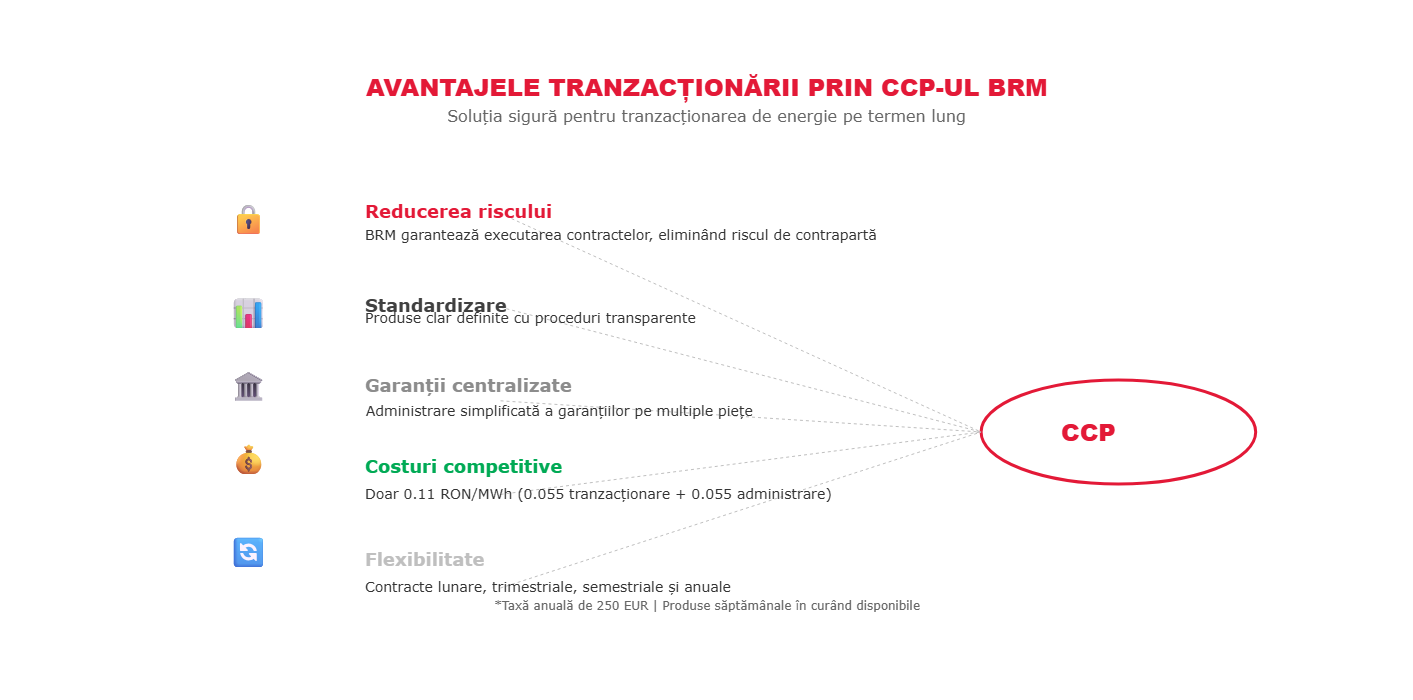
Prezentarea avantajelor tranzacționării prin CCP

### Fundamentare juridică
Sistemul CCP aplicat de BRM este în concordanță cu reglementările europene, beneficiind de așa-numita excepție REMIT („REMIT carve-out”), prevăzută în Regulamentul (UE) nr. 1227/2011 privind integritatea și transparența piețelor angro de energie. Această excepție stabilește că produsele energetice angro care trebuie decontate fizic nu sunt considerate instrumente financiare în sensul Directivei MiFID II (2014/65/UE) și nu intră sub incidența Regulamentului EMIR privind compensarea instrumentelor derivate. Astfel, BRM poate opera CCP fără a fi necesară autorizarea acestuia ca entitate financiară specifică, ceea ce oferă o flexibilitate importantă în organizarea și dezvoltarea piețelor energetice.
Această abordare este conformă cu practica burselor europene de energie, inclusiv cele desemnate pentru operarea piețelor cuplate, care utilizează modele similare de garantare și decontare pentru produsele cu livrare fizică.

### Performanță și stabilitate
De la lansarea sistemului CCP, BRM nu a înregistrat incidente de plată, ceea ce reflectă eficiența și soliditatea acestui mecanism în susținerea tranzacțiilor sigure și transparente. Spre deosebire de sistemele bilaterale, care au fost frecvent vizate de autoritățile de reglementare pentru posibile practici de manipulare sau înțelegeri anticoncurențiale, modelul BRM cu CCP a contribuit la consolidarea încrederii în piața organizată. În plus, CCP-ul facilitează o administrare clară a riscurilor și permite o monitorizare continuă a garanțiilor, a expunerii și a fluxurilor financiare, în beneficiul tuturor participanților.
Prin adoptarea sistemului de contraparte centrală, BRM își consolidează statutul de infrastructură modernă și sigură pentru piețele de energie din România, aliniindu-se standardelor internaționale și contribuind activ la dezvoltarea unui mediu concurențial echitabil și transparent.

### Burse internaționale comparabile
- Nord Pool
- TMX Group
- Energy Community